# Engoulevent d'Abyssinie
Caprimulgus poliocephalus
Espèce
Statut de conservation UICN

 LC  : Préoccupation mineure
L'Engoulevent d'Abyssinie (Caprimulgus poliocephalus) est une espèce d'oiseaux de la famille des Caprimulgidae.

## Répartition
Cet oiseau est répandu à travers les montagnes d'Afrique orientale et d'Arabie. 

## Description
L'engoulevent d'Abyssinie est de couleur particulièrement sombre pour un engoulevent ; il atteint 23 centimètres de long à l'âge adulte. Il a un plumage tacheté aux teintes fauves, noires ou chocolat. Le mâle a des taches blanches sur ses quatre principales rémiges primaires et le bord extérieur de sa queue est également blanc. La femelle a des taches de couleur chamois sur ses régimes primaires et la partie blanche de sa queue est moins étendue. Son cri est très nasal : un ank-ank-ank souvent suivi d'un sifflement aigu (piiiyu-pirrr), la première syllabe descendante puis montante, la seconde syllabe tremblante et descendante.

## Systématique
On dénombre actuellement 4 sous-espèces de l'engoulevent d'Abyssinie :
- C. p. poliocephalus (Rüppell, 1840) :  Vit en Éthiopie, dans le nord de la Tanzanie et le sud-est de l'Arabie saoudite.
- C. p. ruwenzorii (Ogilvie-Grant, 1909[3]) : Vit dans le sud-ouest de l'Ouganda et l'est de la République démocratique du Congo.
- C. p. guttifer (Grote, 1921) : Vit en Tanzanie, au Malawi et en Zambie.
- C. p. koesteri (Neumann, 1931) : Vit dans le centre de l'Angola.

Les sous-espèces ruwenzorii et koesteri étaient anciennement considérées comme des espèces à part (dénommées Engoulevent du Ruwenzori et Engoulevent de Benguela), à partir des années 1980, en se fondant notamment sur le chant ; cette séparation a cependant été rapidement disputée. Une étude de H. D. Jackson sur 68 spécimens, conclut qu'il n'y a pas de différence suffisante entre ruwenzorii et poliocephalus sur les mesures qui permettraient de les distinguer ; il note que le plumage n'est dans ce cas pas un bon critère car celui-ci est très variable au sein même d'une espèce chez les engoulevents. Les principales autorités taxonomiques s'accordent maintenant pour considérer ruwenzorii comme une sous-espèce.